# Единбург
Единбург (енгл. Edinburgh, шкот. Dùn Èideann) је град у Уједињеном Краљевству и главни је град Шкотске. Смештен је у Лотијан долини, на јужној обали реке Ферт ов Форт. Према процени из 2022. године, у граду је живело 506.520 становника и други је по величини град у Шкотској, после Глазгова. Единбург се налази у центру веће урбане зоне у којој живи око 778.000 становника. Град Единбург са околином има 1.330.480 становника. Единбург је престоница Шкотске још од 1437. и седиште је шкотске самоуправне владе. Он је такође и центар Генералне скупштине шкотских цркава и дом националних установа, као што су Национални музеј Шкотске, Национална библиотека и Национална галерија Шкотске. Највећи је финансијски центар у Уједињеном Краљевству после Лондона. Стари и Нови Град су стављени на Унескову листу 1995. године.
Единбург је и универзитетски град. Познат је по годишњем Единбуршком фестивалу, као и по Хогманеј уличној забави.

## Историја

### Рана историја
Археолошка ископавања на Касл Року показала су да је ово подручје било насељено још у периоду 3 миленијума п. н. е.
Римљани су уочили стратешку важност единбуршке равнице између масива Пентланд и естуара Ферт ов Форт, па су изградили у 2. веку Антонинов зид, који се протеже преко Шкотске, између реке Клајд и естуара Ферт оф Форт, и представљао је најсевернију одбрану Римске Британије. Њихов главни гарнизон на реци Форт био је Кремонд, данас предграђе Единбурга, у ком је 90-их година ископана скулптура лавице која датира из 2. или 3. века.
Доминантно келтско племе у Лотијану били су Вотадини, са којима су Римљани били углавном у добрим односима. Они су имали своју престоницу на брду, удаљену око 30 km од данашњег центра града. Они су, вероватно, након одласка Римљана из ове области, око 500. године, померили своју престоницу на место где се данас налази Единбуршки замак. Велшка песма настала око 600. године описује како је скупина Гододина (како су Велшани називали Вотадине), из околине места званог Дин Един, напала и уништила војску Англа у Јоркширу. Дин Един је заправо Касл Рок. У наредним вековима англикански освајачи надјачали су Гододине, па се од 854. Дин Един зове Единбург (бург значи тврђава или утврђени град). Тај назив водио је до претпоставке да је град добио име по нортамбријском принцу Едину. Међутим, старија велшка песма доказује да је име града старије и да је настало пре англиканске окупације.
Почетком 12. века Единбург је био мали град на брду Касл Рок, где се данас налази Единбуршки замак. Негде око 1217. краљ Давид I доделио је Единбургу статус краљевског града, привилегију која је омогућавала граду да организује сајмове и постане центар мануфактурне производње (нарочито тканина). Давид је покренуо изградњу првих шкотских ковница, од којих се једна налазила у Единбургу. Он је поклонио земљу монасима на брду Холируд, где су они саградили Холирудску опатију.
Краљ Роберт Брус је 1329. издао повељу којом је потврдио Единбургу статус краљевског града. Град је профитирао након разарања Бервика, дотадашње главне шкотске луке, који је страдао од Енглеза у Рату за независност (1296—1328). Након рата за независност, Единбург се развио у највећи шкотски трговачки центар. За време владавине Џејмса III град је постао престоница Шкотске, након што га је краљ, издавањем повеље, прогласио главним у земљи.

### 17. век
До 17. века, подручје око катедрале Св. Гилеса постало је центар престонице. Нешто западније од ње стајао је Толбут - здање које је имало вишеструку намену. Служило је као градска судница, затвор и место за егзекуцију. На југу се налазила палата парламента и зграда суда.
Крајем 17. века, неке од традиционалних шкотских трговачких рута по Балтику и Француској почеле су да пропадају, па је крајем тог века Енглеска по први пут постала главни шкотски трговински партнер. У то време основана је компанија чији је циљ био оснивање шкотске колоније на панамској превлаци, која није успела у својим намерама.

### 18. век
Велика промена догодила се 1707, када је у подруму на Тргу Парламента потписан Акт о унији с Енглеском, јер је Единбург изгубио свој политички значај и остао без парламента и владе, иако је и надаље био административни центар.
Упркос пренатрпаности старог дела града, након уједињења уследио је талас обнове и подизања нових грађевина унутар зидина града. Велики део Трга Парламента, који је тешко оштећен у пожару 1700, обновљен је 1715. Нова стамбена крила двора изграђена су 1720-их. Прва болница отворена је 1729, а након тога дограђена 1748. Тек је након изградње северног моста 1772. град почео да се шири изван бедема.
Неколико деценија раније, 1720-их, реформисан је и Универзитет по систему факултетске наставе, па је 1726. покренут Медицински факултет као независна институција.
Ова промена омогућила је граду интелектуални и културни просперитет. Единбург је 1768. био родно место Енциклопедије Британике, коју су осмислили Ендру Бел и Колин Мекфарка. Њено прво издање уредио је углавном Вилијам Смели. Првих девет издања енциклопедије објављено је у Единбургу.

## Географија

### Положај
Смештен у централном делу Шкотске, Единбург лежи на јужној обали реке Ферт ов Форт. Центар града смештен је четири километра југозападно од обале Лита и 42 km ваздушном линијом од источне обале Шкотске и Северног мора у Данбару. Иако је рани Единбург настао у непосредној близини Касл Рока, за модеран град се каже да је настао на седам брежуљака (Calton Hill, Corstorphine Hill, Craiglockhart Hill, Braid Hill, Blackford Hill, Arthur's Seat, Castle Rock) што га доводи у везу са Римом, који је настао на седам брежуљака.

### Клима
Као и већина Шкотске, Единбург има умерену климу, која је релативно блага, упркос великој северној географској ширини. Дневне температуре зими ретко падају испод нуле и блаже су него у Москви и Њуфаундленду, који се налазе на релативно истим географским ширинама. Летње температуре су обично умерене, ретко прелазе 22 °C. Највиша температура икад забележена у граду била је 31,4 °C, 4. августа 1975. Најнижа температура забележена у скоријем периоду је -14,6 °C, током децембра 2010.
Велика близина града мору ублажава велике варијације у температури и тиме ублажава екстремну климу, каква би требало да буде у овом подручју. С обзиром да је Единбург између обале и брда, познат је као ветровит град, са углавном југозападним ветровима који носе топао, нестабилан ваздух са Северноатлантске струје који може довести до падавина - иако много мање него у градовима на западу, као што је случај са Глазговом. Киша је прилично равномерно распоређена током целе године. Ветрови који долазе са запада су прилично хладнији и често доносе маглу. Снажне атлантске депресије, познате као европске олује, могу утицати на град између октобра и маја.
| Клима (Единбург)           | Клима (Единбург) | Клима (Единбург) | Клима (Единбург) | Клима (Единбург) | Клима (Единбург) | Клима (Единбург) | Клима (Единбург) | Клима (Единбург) | Клима (Единбург) | Клима (Единбург) | Клима (Единбург) | Клима (Единбург) | Клима (Единбург) |
| Показатељ \ Месец          | .Јан.            | .Феб.            | .Мар.            | .Апр.            | .Мај.            | .Јун.            | .Јул.            | .Авг.            | .Сеп.            | .Окт.            | .Нов.            | .Дец.            | .Год.            |
| -------------------------- | ---------------- | ---------------- | ---------------- | ---------------- | ---------------- | ---------------- | ---------------- | ---------------- | ---------------- | ---------------- | ---------------- | ---------------- | ---------------- |
| Средњи максимум, °C (°F)   | 6,4 (43,5)       | 6,8 (44,2)       | 8,8 (47,8)       | 10,9 (51,6)      | 14,2 (57,6)      | 17 (63)          | 19 (66)          | 18,7 (65,7)      | 16 (61)          | 12,6 (54,7)      | 9 (48)           | 7 (45)           | 12,2 (54)        |
| Средњи минимум, °C (°F)    | 0,7 (33,3)       | 0,9 (33,6)       | 2,1 (35,8)       | 3,4 (38,1)       | 5,8 (42,4)       | 8,6 (47,5)       | 10,5 (50,9)      | 10,4 (50,7)      | 8,5 (47,3)       | 5,9 (42,6)       | 2,7 (36,9)       | 1,3 (34,3)       | 5,1 (41,2)       |
| Количина падавина, mm (in) | 64,2 (25,28)     | 44,7 (17,6)      | 52,2 (20,55)     | 42,5 (16,73)     | 49,1 (19,33)     | 52,5 (20,67)     | 57,6 (22,68)     | 53,3 (20,98)     | 62,4 (24,57)     | 69,5 (27,36)     | 61,4 (24,17)     | 66,8 (26,3)      | 676,2 (266,22)   |
| [ тражи се извор ]         |                  |                  |                  |                  |                  |                  |                  |                  |                  |                  |                  |                  |                  |

## Становништво
Према процени, у граду је 2008. живело 441.419 становника.
| 1981.   | 1991.   | 2001.   |
| ------- | ------- | ------- |
| 420.169 | 400.632 | 430.082 |

## Познати становници
- Џејмс Клерк Максвел - физичар и математичар
- Александер Грејам Бел - инжењер и творац телефона
- Макс Борн - добитник Нобелове награде за физику
- Чарлс Дарвин - творац теорије еволуције
- Дејвид Хјум - филозоф и економиста
- Џејмс Хатон - отац геологије
- Џон Непер - изумитељ логаритма
- Данијел Радерфорд - математичар
- Артур Конан Дојл - писац и творац Шерлока Холмса
- Роберт Барнс
- Адам Смит - економиста
- Валтер Скот - економиста
- Роберт Луис Стивенсон - писац
- Ирвин Велш
- Шон Конери - глумац
- Џ. К. Роулинг - аутор серије књига о Хари Потеру
- Тони Блер - премијер Уједињеног Краљевства

## Међународна сарадња
| Град                    | Побратими од |
| ----------------------- | ------------ |
| Минхен, Немачка         | 1954         |
| Ница, Француска         | 1958         |
| Фиренца, Италија        | 1964         |
| Данидин, Нови Зеланд    | 1974         |
| Ванкувер, Канада        | 1977         |
| Сан Дијего, Калифорнија | 1977         |
| Си'ан, Кина             | 1985         |
| Сеговија, Шпанија       | 1985         |
| Кијев, Украјина         | 1989         |
| Алборг, Данска          | 1991         |
| Кјото, Јапан            | 1994         |
| Катманду, Непал         | 1994         |
| Краков, Пољска          | 1995         |
| Санкт Петербург, Русија | 1995         |